# 理州
理州，元朝时设置的州。
至元十二年（1275年），以太和上中下三千户所置，治所在河东县（今云南省大理市北旧大理）。二十一年废州，河东县更名太和县，属大理路。 